# The Best Thing About Me Is You
"The Best Thing About Me Is You" é uma canção do cantor latino Ricky Martin com a participação da cantora Joss Stone do seu álbum bilíngue Música + Alma + Sexo, de 2011. Ricky Martin apresentou a canção pela primeira vez no The Oprah Winfrey Show em 2 de novembro de 2010, sendo lançada no iTunes no mesmo dia. A canção foi tocada pela primeira vez no Ryan Seacrest Show.
A versão original em inglês possui a colaboração de Joss Stone, já a versão em espanhol, intitulada "Lo Mejor de Mi Vida Eres Tú", possui os vocais de Natalia Jiménez ao invés de Stone.

## Videoclipe
O vídeo para a música foi filmado em 20 e 21 de dezembro de 2010, em Miami. O vídeo estreou na conta oficial de Ricky Martin no VEVO e no YouTube em 11 de janeiro de 2011 e alcançou uma pontuação de mais de 2 milhões de acessos em dois dias. A cantora Joss Stone não aparece no vídeo. Foi lançada uma versão oficial também para a versão em espanhol.

## Formatos e Lista de faixas
Worldwide digital singles
1. "The Best Thing About Me Is You" feat. Joss Stone – 3:36
2. "Lo Mejor de Mi Vida Eres Tú" feat. Natalia Jiménez – 3:36

European digital singles/remixes
1. "The Best Thing About Me Is You" feat. Joss Stone (Jump Smokers Radio Edit) – 4:26
2. "Lo Mejor de Mi Vida Eres Tú" feat. Natalia Jiménez (Spanish Jump Smokers Radio Edit) – 4:27
3. "The Best Thing About Me Is You" feat. Joss Stone (Jump Smokers Dance Version) – 5:13
4. "Lo Mejor de Mi Vida Eres Tú" feat. Natalia Jiménez (Spanish Jump Smokers Dance Version) – 4:42

German/Austrian digital single
1. "The Best Thing About Me Is You" feat. Edita – 3:36

## Charts
| Chart (2010-11)                                              | Melhor posição |
| ------------------------------------------------------------ | -------------- |
| Bélgica - Belgian Singles Chart (Flanders)                   | 39             |
| Bélgica - Belgian Singles Chart (Wallonia)                   | 4              |
| Brasil - BR Billboard Hot 100                                | 93             |
| Brasil - BR Billboard Pop Songs                              | 39             |
| Hungria - Hungary Top 40                                     | 21             |
| Países Baixos - Dutch Singles Chart                          | 99             |
| México - Mexican Airplay Chart                               | 3              |
| Espanha - PROMUSICAE                                         | 23             |
| Estados Unidos - US Billboard Hot 100                        | 74             |
| Estados Unidos - US Billboard Latin Pop Songs                | 1              |
| Estados Unidos - US Billboard Latin Songs                    | 1              |
| Estados Unidos - US Billboard Latin Tropical Airplay         | 7              |
| Estados Unidos - US Billboard Latin Regional Mexican Airplay | 40             |